# Distretto di Long'an
Il distretto di Long'an (龙安区S, Lóng'ān QūP) è un distretto della Cina, situato nella provincia di Henan e amministrato dalla prefettura di Anyang.